# سارا مالاکول لن
سارا مالاکول لین (انگلیسی: Sara Malakul Lane) (زاده ۱ فوریه ۱۹۸۳) بازیگر و سوپرمدل آمریکائی است که دو رگه بوده و تایلندی - انگلیسی تبار است، سارا مالاکول لین بازیگر فیلم‌های تایلندی و آمریکائی فراوانی بوده‌است، او برای بازی در چند فیلم از مجموعه فیلم‌های کیک بوکسور در نقش نخست هنرپیشه زن و برای بازی در فیلم: "طعمه زندان" شناخته می‌شود.

## آغاز زندگی
سارا مالاکول لین در یکم فوریه سال ۱۹۸۳ در گوام از پدری اسکاتلندی به نام آلستر لین (Alastair Lane) و از مادری تایلندی به نام تاپتیم مالاکول نا اودایا (Thapthim Malakul na Ayudhaya) زاده شد.
سارا از سوی مادرش با خاندان پادشاهی چاکری که هم اکنون در تایلند فرمانروائی می‌کند خویشاوند است، پدربزرگ مادریش مام لوانگ پیکتیپ مالاکول (Mom Luang Pikthip Malakul) دیپلمات و سفیر تایلند در میانمار و انگلستان بود که این پدربزرگ یکی از فرزندان رامای دوم در تایلند است.
در روز سی ماه مه سال ۱۹۱۳ و در پی قانون اجباری شدن به کار بردن نام خانوادگی برای مردم تایلند نام خانوادگی مالاکول از سوی واجیراوود (Vajiravudh) پادشاه تایلند به خانواده مادری سارا داده شد.
سارا مالاکول لین هنگام کودکی پیاپی میان انگلستان و تایلند در رفت و آمد بود که در میان این رفت و آمدها بزرگ شد، سارا مالاکول لین از دانش آموزان دبستان بین‌المللی NIST بود.
سارا مالاکول لین چون در گوام زاده شده بود و گوام نیز بخشی از خاک آمریکا هست تابعیت آمریکائی دارد، سارا مالاکول لین زمانی در لس آنجلس زندگی می‌کرد اما هم اکنون در سنگاپور زندگی می‌کند.

## فیلم‌شناسی سارا مالاکول لین
| سال  | نام فیلم                                     | نقش                    | نکته                         |
| ---- | -------------------------------------------- | ---------------------- | ---------------------------- |
| ۲۰۰۳ | مأموریت در تایلند                            | جسیکا هاپر             | نام اصلی فیلم: شکم هیولا     |
| ۲۰۰۵ | فاجعه آتشفشان                                | آنجلا                  |                              |
| ۲۰۰۵ | ببر تبهکار سرش را تکان داد                   | گایوارین               |                              |
| ۲۰۰۵ | چون عاشق تو هستم                             | نت                     | نام انگلیسی فیلم: نقطه تطابق |
| ۲۰۰۸ | گره خورده                                    | کیت                    |                              |
| ۲۰۱۰ | کوسه ماهی                                    | نیکول سندز             |                              |
| ۲۰۱۲ | ۱۲/۱۲/۱۲                                     | ورونیکا                |                              |
| ۲۰۱۳ | صد درجه زیر صفر                              | تارین فاستر            |                              |
| ۲۰۱۴ | طعمه زندان                                   | آنا نیکس               |                              |
| ۲۰۱۴ | ویرانگر                                      | سامورن                 |                              |
| ۲۰۱۵ | شهر ژوراسیک                                  | مندی                   |                              |
| ۲۰۱۵ | دریاچه کوسه                                  | مردیت هرناندز          |                              |
| ۲۰۱۵ | راهنمای پیشاهنگ‌ها به دوره آخرالزمان زامبی‌وار | بث دنیلز               |                              |
| ۲۰۱۵ | بادی هاچینز                                  | اولین                  |                              |
| ۲۰۱۶ | آرزو برای یک رؤیا                            | میکا اندروز            |                              |
| ۲۰۱۶ | آن سوی دروازه‌ها                              | دالیا                  |                              |
| ۲۰۱۶ | موج کوتاه                                    | جین                    |                              |
| ۲۰۱۶ | کیک‌بوکسور: انتقام                            | لیو                    |                              |
| ۲۰۱۷ | بیننده الیور کیست؟                           | سوفیا                  |                              |
| ۲۰۱۷ | آرتورشاه و دلاوران میزگرد                    | مورگانا                |                              |
| ۲۰۱۷ | استخر مرگ                                    | اسکارلت                |                              |
| ۲۰۱۷ | جایگاه                                       | لوسی                   |                              |
| ۲۰۱۷ | تله هالوین، دخترک بکش! بکش!                  | آمبر استارداست         |                              |
| ۲۰۱۸ | کیک‌بوکسور: تلافی                             | لیو                    |                              |
| ۲۰۱۸ | شانگری لا در نزدیکی نابودی                   | پاکس / دکتر ساواتاناند |                              |